# Dave Dickenson
College Football Hall of Fame 2018
(en) Statistiques sur statscrew
Dave Dickenson, né le 25 janvier 1970, est un joueur et entraîneur américain naturalisé canadien de football américain et de football canadien. Après une carrière de 12 ans en tant que joueur, au cours de laquelle il a remporté de nombreux honneurs dont celui de joueur par excellence de la Ligue canadienne de football, il est devenu entraîneur et est depuis 2016 l'entraîneur-chef des Stampeders de Calgary ainsi que leur directeur-général depuis 2023. Il a remporté cinq fois la coupe Grey, trois fois à titre de joueur et deux fois à titre d'entraîneur, et est membre du Temple de la renommée du football canadien depuis 2015.

## Biographie

### Carrière scolaire et universitaire
David Clark Dickenson nait à 
Great Falls au Montana. Il fréquente la Charles M. Russell High School (en) de Great Falls, puis l'université du Montana à Missoula. À l'université, il est quarterback pour l'équipe de football américain des Grizzlies, avec lesquels il brille, remportant le titre de la NCAA Division I Football Championship Subdivision de 1995, à sa dernière saison. Parmi les nombreux honneurs qu'il récolte, il remporte le Walter Payton Award (meilleur joueur offensif de la NCAA Division I-AA Football Championship) en 1995. 

### Stampeders de Calgary
Éligible à la draft 1996 de la NFL, Dickenson n'est pas sélectionné. Il signe avec les Stampeders de Calgary de la Ligue canadienne de football en 1996 mais n'entre pas en jeu cette saison-là. En 1997 et en 1998 il est le substitut de Jeff Garcia, obtenant un unique départ lors de chacune de ces saisons,. Il obtient le poste de quart partant lors du départ de Garcia pour la NFL. À sa première saison comme titulaire il mène les Stampeders au match de la coupe Grey, qu'ils perdent 32-21 contre les Tiger-Cats de Hamilton.
La saison 2000 s'avère la meilleure jusque-là pour Dickenson. Il passe pour 4 636 verges et 36 touchés et remporte le titre de joueur par excellence de la ligue, même si son club perd en finale de division. 

### National Football League
Dave Dickenson croit en ses chances de percer dans la NFL et signe avec les Chargers de San Diego en mars 2001. Il est le troisième quarterback mais n'entre pas en jeu durant la saison et est libéré avant le début de la saison 2002. Il est réclamé au ballotage par les Seahawks de Seattle, et est libéré le 24 septembre sans voir d'action.  Il est alors engagé par les Dolphins de Miami  mais est libéré en décembre. 
Les Lions de Detroit engagent alors Dickenson pour la fin de la saison 2002 mais il n'entre toujours pas sur le terrain. Detroit ne le conserve pas pour la saison 2003.

### Lions de la Colombie-Britannique
N'ayant pas réussi à entrer sur le terrain au cours de ses trois saisons dans la NFL, Dickenson songe à un retour dans la LCF. Il est courtisé par plusieurs clubs, notamment les Renegades d'Ottawa, mais c'est avec les Lions de la Colombie-Britannique qu'il signe en mai 2003. Titulaire en 2003, il joue moins la saison suivante alors qu'il est ennuyé par une blessure au genou. Il partage la tâche pendant deux saisons avec Casey Printers, battant en 2005 le record de la ligue pour la plus grand pourcentage de passes complétées avec 74 % (record battu depuis).
En 2006, malgré une réputation de joueur qui flanche lors des grandes occasions, Dickenson mène les Lions à la conquête de la coupe Grey par une victoire de 25-14 sur les Alouettes de Montréal, et mérite le titre de joueur par excellence du match. 
Peu de temps après le début de la saison 2007, Dickenson subit une commotion cérébrale, sa troisième en deux ans, et est remplacé comme titulaire régulier par Jarious Jackson (en). Après la saison, il est libéré par les Lions à cause de son salaire élevé et de sa santé maintenant plus précaire.

### Retour avec les Stampeders
Les Stampeders de Calgary engagent Dickenson en janvier 2008. Il avait fait ses débuts professionnels avec ce club en 1996. Il doit servir de substitut à Henry Burris, mais est obligé de se retirer du jeu au début septembre à cause du retour des symptômes liés à ses commotions cérébrales. Il annonce sa retraite en février 2009.

## Carrière d'entraîneur et de dirigeant
Peu après sa retraite en tant que joueur, Dave Dickenson est engagé par les Stampeders au poste d'entraîneur des demis offensifs pour la saison 2009. L'année suivante, il est placé en charge des quarts-arrières, puis est promu coordonnateur offensif en 2011. Il conserve ce poste pendant cinq saisons, succédant à John Hufnagel (en) en tant qu'entraîneur-chef en 2016. Celui-ci avait annoncé l'année précédente qu'il restait en poste pour la saison 2015 avant de confier les rênes à Dickenson et se concentrer sur son autre poste de directeur-général. Les Stampeders remportent leur première coupe Grey sous la direction de Dickenson en 2018. Après la saison 2022, Dickenson ajoute le rôle de directeur-général à ses fonctions, succédant à Hufnagel qui reste président de l'équipe.

## Vie privée
Dave Dickenson a obtenu la nationalité canadienne le 30 avril 2024. Son frère Craig Dickenson (en) est aussi entraîneur et a œuvré pour plusieurs équipes de la LCF et de la NFL.

## Trophées et honneurs
- Walter Payton Award (meilleur joueur offensif de la NCAA Division I-AA Football Championship) : 1995[3]
- Meilleure cote d'efficacité du quart-arrière en carrière dans la LCF avec 110,2[29]
- Meilleur pourcentage de passes complétées en carrière dans la LCF avec 67,5[29] (record battu depuis).
- Joueur par excellence de la Ligue canadienne de football : 2000
- Trophée Jeff-Nicklin (joueur par excellence de la division Ouest) : 2000
- Équipe d'étoiles de la Ligue canadienne de football : 2000
- Équipe d'étoiles de la division Ouest de la LCF : 2000, 2003
- Meilleur joueur du match de la coupe Grey : 2006
- Intronisé au Temple de la renommée du football canadien en 2015 à titre de joueur.
- Intronisé au Montana Football Hall of Fame en 2016[2].